# Ледвий, Дмитрий Ростиславович
Дми́трий Ростисла́вович Ледви́й (укр. Дмитро Ростиславович Ледвій; род. 26 августа 2003) — украинский футболист, вратарь клуба ЛНЗ.

## Биография
Родился во Львове, Ледвий является воспитанником местной академии львовских «Карпат» (его первыми тренерами были Владимир Щерба и Геннадий Погорелец).
Проведя восемь сезонов за молодежную команду львовских «Карпат», выступая в молодёжном чемпионате Украины, в сентябре 2020 года подписал контракт с клубом украинской премьер-лиги львовским «Рухом». Дебютировал в домашнем матче против «Миная» (1:1) 14 ноября 2022.